# Saint-Mandrier-sur-Mer
Saint-Mandrier-sur-Mer là một xã thuộc tỉnh Var trong vùng Provence-Alpes-Côte d’Azur miền đông nam nước Pháp.